# Championnat d'Irlande de football 2004
Navigation
Édition précédente Édition suivante
Le Championnat d'Irlande de football en 2004. Shelbourne FC remporte le titre de champion pour deuxième fois consécutive et assoit sa domination sur le football irlandais (4 titres en 6 ans). 
Cette année une seule descente de Premier Division vers la First Division et trois montée vers la premier Division, le championnat passant en 2005 à 12 clubs en Premier Division.
Dublin City descend en First Division et Finn Harps, UCD et Bray Wanderers montent en Premier Division.

## Les 22 clubs participants
| Premier Division - Bohemians FC - Cork City FC - Derry City FC - Drogheda United - Dublin City Football Club - Longford Town - St. Patrick's Athletic FC - Shamrock Rovers - Shelbourne FC - Waterford United | First Division - Athlone Town - Bray Wanderers - Cobh Ramblers FC - UC Dublin - Dundalk FC - Finn Harps - Galway United - Kildare County F.C. - Kilkenny City AFC - Limerick FC - Monaghan United - Sligo Rovers |

## Classement

### Premier Division
| Place | Club                      | Points | Victoires | Nuls | Défaites | Buts pour | Buts contre | Différence |
| ----- | ------------------------- | ------ | --------- | ---- | -------- | --------- | ----------- | ---------- |
| 1er   | Shelbourne FC             | 68     | 19        | 11   | 6        | 57        | 37          | +20        |
| 2e    | Cork City FC              | 65     | 18        | 11   | 7        | 52        | 32          | +20        |
| 3e    | Bohemians FC              | 60     | 15        | 15   | 6        | 51        | 30          | +21        |
| 4e    | Drogheda United           | 52     | 15        | 7    | 14       | 45        | 43          | +2         |
| 5e    | Waterford United          | 50     | 14        | 8    | 14       | 44        | 49          | -5         |
| 6e    | Longford Town             | 46     | 11        | 13   | 12       | 32        | 34          | -2         |
| 7e    | Derry City FC             | 44     | 11        | 11   | 14       | 23        | 32          | -9         |
| 8e    | St. Patrick's Athletic FC | 42     | 11        | 9    | 16       | 38        | 49          | -11        |
| 9e    | Shamrock Rovers           | 38     | 10        | 8    | 18       | 41        | 47          | -6         |
| 10e   | Dublin City Football Club | 25     | 6         | 7    | 23       | 39        | 69          | -30        |

### First Division
| Place | Club                | Points | Victoires | Nuls | Défaites | Buts pour | Buts contre | Différence |
| ----- | ------------------- | ------ | --------- | ---- | -------- | --------- | ----------- | ---------- |
| 1er   | Finn Harps          | 76     | 23        | 7    | 3        | 61        | 20          | +41        |
| 2e    | UC Dublin           | 75     | 22        | 9    | 2        | 63        | 21          | +42        |
| 3e    | Bray Wanderers      | 65     | 19        | 8    | 6        | 62        | 29          | +33        |
| 4e    | Kildare County F.C. | 62     | 18        | 8    | 7        | 54        | 32          | +22        |
| 5e    | Galway United       | 52     | 14        | 10   | 9        | 55        | 49          | +6         |
| 6e    | Dundalk FC          | 46     | 14        | 4    | 15       | 46        | 57          | -11        |
| 7e    | Sligo Rovers        | 38     | 11        | 5    | 17       | 46        | 50          | -4         |
| 8e    | Cobh Ramblers FC    | 32     | 7         | 11   | 15       | 47        | 53          | -6         |
| 9e    | Monaghan United     | 29     | 8         | 5    | 20       | 28        | 65          | -37        |
| 10e   | Kilkenny City AFC   | 27     | 6         | 9    | 18       | 31        | 54          | -23        |
| 11e   | Athlone Town        | 26     | 9         | 2    | 22       | 42        | 68          | -26        |
| 12e   | Limerick FC         | 20     | 4         | 8    | 21       | 18        | 65          | -47        |

## Meilleurs buteurs
- Jason Byrne termine meilleur buteur du championnat de Premier Division en inscrivant 25 buts. Vient ensuite Glen Crowe avec 19 buts.

## Source
- (en) Alex Graham, Football in the Republic of Ireland : a Statistical Record 1921–2005, Soccer Books Ltd, novembre 2005, 142 p. (ISBN 978-1862231351).